# گیفورد (واشینگتن)
گیفورد (به انگلیسی: Gifford) یک منطقهٔ مسکونی در ایالات متحده آمریکا است که در شهرستان استیونز، واشینگتن واقع شده‌است. گیفورد ۴۱۹٫۱۱ متر بالاتر از سطح دریا واقع شده‌است.